# Elezioni politiche in Italia del 1953 per circoscrizione (Camera dei deputati)
Le elezioni politiche in Italia del 1953 nelle circoscrizioni della Camera dei deputati videro i seguenti risultati.

## Risultati

### Circoscrizione Torino-Novara-Vercelli
| Liste                                   | Voti      | %     | Seggi |
| --------------------------------------- | --------- | ----- | ----- |
| Democrazia Cristiana                    | 567 153   | 37,48 | 11    |
| Partito Comunista Italiano              | 355 063   | 23,46 | 7     |
| Partito Socialista Italiano             | 226 123   | 14,94 | 4     |
| Partito Socialista Democratico Italiano | 111 395   | 7,36  | 2     |
| Partito Liberale Italiano               | 78 369    | 5,18  | 1     |
| Partito Nazionale Monarchico            | 72 996    | 4,82  | 1     |
| Movimento Sociale Italiano              | 43 906    | 2,90  | –     |
| Unità Popolare                          | 21 690    | 1,43  | –     |
| Unione Socialista Indipendente          | 19 348    | 1,28  | –     |
| Alleanza Democratica Nazionale          | 8 497     | 0,56  | –     |
| Partito Repubblicano Italiano           | 7 022     | 0,46  | –     |
| Partito della Volontà Nazionale         | 1 010     | 0,07  | –     |
| Partito Sardo d'Azione                  | 715       | 0,05  | –     |
| Totale                                  | 1 513 287 | 100   | 26    |

### Circoscrizione Cuneo-Alessandria-Asti
| Liste                                   | Voti    | %     | Seggi |
| --------------------------------------- | ------- | ----- | ----- |
| Democrazia Cristiana                    | 362 001 | 43,50 | 8     |
| Partito Comunista Italiano              | 147 987 | 17,78 | 3     |
| Partito Socialista Italiano             | 88 885  | 10,68 | 2     |
| Partito Socialista Democratico Italiano | 67 204  | 8,08  | 1     |
| Partito Nazionale Monarchico            | 63 455  | 7,63  | 1     |
| Partito Liberale Italiano               | 49 192  | 5,91  | 1     |
| Movimento Sociale Italiano              | 18 046  | 2,17  | –     |
| Unione Socialista Indipendente          | 11 920  | 1,43  | –     |
| Partito Repubblicano Italiano           | 11 387  | 1,37  | –     |
| Unità Popolare                          | 6 561   | 0,79  | –     |
| Alleanza Democratica Nazionale          | 5 550   | 0,67  | –     |
| Totale                                  | 832 188 | 100   | 16    |

### Circoscrizione Genova-Imperia-La Spezia-Savona
| Liste                                   | Voti      | %     | Seggi |
| --------------------------------------- | --------- | ----- | ----- |
| Democrazia Cristiana                    | 401 671   | 38,59 | 8     |
| Partito Comunista Italiano              | 267 853   | 25,73 | 5     |
| Partito Socialista Italiano             | 168 756   | 16,21 | 3     |
| Partito Socialista Democratico Italiano | 68 560    | 6,59  | 1     |
| Movimento Sociale Italiano              | 39 401    | 3,79  | –     |
| Partito Nazionale Monarchico            | 28 314    | 2,72  | –     |
| Partito Liberale Italiano               | 26 800    | 2,57  | –     |
| Partito Repubblicano Italiano           | 19 996    | 1,92  | –     |
| Unità Popolare                          | 7 021     | 0,67  | –     |
| Unione Socialista Indipendente          | 6 700     | 0,64  | –     |
| Alleanza Democratica Nazionale          | 5 224     | 0,50  | –     |
| Partito Sardo d'Azione                  | 569       | 0,05  | –     |
| Totale                                  | 1 040 865 | 100   | 17    |

### Circoscrizione Milano-Pavia
| Liste                                           | Voti      | %     | Seggi |
| ----------------------------------------------- | --------- | ----- | ----- |
| Democrazia Cristiana                            | 792 331   | 39,86 | 16    |
| Partito Comunista Italiano                      | 427 164   | 21,49 | 8     |
| Partito Socialista Italiano                     | 350 897   | 17,65 | 7     |
| Partito Socialista Democratico Italiano         | 127 932   | 6,44  | 2     |
| Partito Nazionale Monarchico                    | 84 773    | 4,26  | 1     |
| Movimento Sociale Italiano                      | 80 518    | 4,05  | 1     |
| Partito Liberale Italiano                       | 51 590    | 2,60  | 1     |
| Unità Popolare                                  | 26 399    | 1,33  | –     |
| Unione Socialista Indipendente                  | 18 531    | 0,93  | –     |
| Partito Repubblicano Italiano                   | 18 457    | 0,93  | –     |
| Alleanza Democratica Nazionale                  | 5 724     | 0,29  | –     |
| Unione Nazionale Democratica Impiegati Pubblici | 1 617     | 0,08  | –     |
| Partito Nettista Italiano                       | 1 497     | 0,08  | –     |
| Partito Sardo d'Azione                          | 533       | 0,03  | –     |
| Totale                                          | 1 987 963 | 100   | 36    |

### Circoscrizione Como-Sondrio-Varese
| Liste                                   | Voti    | %     | Seggi |
| --------------------------------------- | ------- | ----- | ----- |
| Democrazia Cristiana                    | 379 358 | 51,15 | 9     |
| Partito Socialista Italiano             | 143 415 | 19,34 | 3     |
| Partito Comunista Italiano              | 82 857  | 11,17 | 2     |
| Partito Socialista Democratico Italiano | 45 058  | 6,08  | 1     |
| Partito Nazionale Monarchico            | 32 806  | 4,42  | –     |
| Movimento Sociale Italiano              | 24 700  | 3,33  | –     |
| Partito Liberale Italiano               | 15 540  | 2,10  | –     |
| Unità Popolare                          | 10 430  | 1,41  | –     |
| Partito Repubblicano Italiano           | 4 872   | 0,66  | –     |
| Alleanza Democratica Nazionale          | 2 627   | 0,35  | –     |
| Totale                                  | 741 663 | 100   | 15    |

### Circoscrizione Brescia-Bergamo
| Liste                                   | Voti    | %     | Seggi |
| --------------------------------------- | ------- | ----- | ----- |
| Democrazia Cristiana                    | 511 580 | 59,08 | 13    |
| Partito Socialista Italiano             | 128 357 | 14,82 | 3     |
| Partito Comunista Italiano              | 102 834 | 11,88 | 2     |
| Partito Socialista Democratico Italiano | 40 199  | 4,64  | 1     |
| Movimento Sociale Italiano              | 32 391  | 3,74  | –     |
| Partito Nazionale Monarchico            | 24 253  | 2,80  | –     |
| Partito Liberale Italiano               | 13 174  | 1,52  | –     |
| Unità Popolare                          | 4 880   | 0,56  | –     |
| Partito Repubblicano Italiano           | 4 060   | 0,47  | –     |
| Alleanza Democratica Nazionale          | 2 749   | 0,32  | –     |
| Movimento Sociale Cristiano             | 1 479   | 0,17  | –     |
| Totale                                  | 865 956 | 100   | 19    |

### Circoscrizione Mantova-Cremona
| Liste                                   | Voti    | %     | Seggi |
| --------------------------------------- | ------- | ----- | ----- |
| Democrazia Cristiana                    | 197 124 | 39,07 | 5     |
| Partito Socialista Italiano             | 123 844 | 24,55 | 3     |
| Partito Comunista Italiano              | 115 975 | 22,99 | 2     |
| Partito Socialista Democratico Italiano | 26 419  | 5,24  | –     |
| Movimento Sociale Italiano              | 16 220  | 3,21  | –     |
| Partito Liberale Italiano               | 11 658  | 2,31  | –     |
| Partito Nazionale Monarchico            | 7 051   | 1,40  | –     |
| Unità Popolare                          | 3 347   | 0,66  | –     |
| Partito Repubblicano Italiano           | 1 563   | 0,31  | –     |
| Alleanza Democratica Nazionale          | 1 313   | 0,26  | –     |
| Totale                                  | 504 514 | 100   | 10    |

### Circoscrizione Trento-Bolzano
| Liste                                   | Voti    | %     | Seggi |
| --------------------------------------- | ------- | ----- | ----- |
| Democrazia Cristiana                    | 195 633 | 45,15 | 5     |
| Partito Popolare Sud Tirolese           | 122 474 | 28,27 | 3     |
| Partito Socialista Italiano             | 30 019  | 6,93  | –     |
| Partito Socialista Democratico Italiano | 24 714  | 5,70  | –     |
| Partito Comunista Italiano              | 22 442  | 5,18  | –     |
| Movimento Sociale Italiano              | 16 378  | 3,78  | –     |
| Partito Nazionale Monarchico            | 7 692   | 1,78  | –     |
| Unione Socialista Indipendente          | 5 895   | 1,36  | –     |
| Partito Liberale Italiano               | 3 401   | 0,78  | –     |
| Partito Popolare Trentino Tirolese      | 1 714   | 0,40  | –     |
| Unità Popolare                          | 1 499   | 0,35  | –     |
| Partito Repubblicano Italiano           | 1 433   | 0,33  | –     |
| Totale                                  | 433 294 | 100   | 8     |

### Circoscrizione Verona-Padova-Vicenza-Rovigo
| Liste                                   | Voti      | %     | Seggi |
| --------------------------------------- | --------- | ----- | ----- |
| Democrazia Cristiana                    | 734 243   | 55,19 | 17    |
| Partito Comunista Italiano              | 188 993   | 14,21 | 4     |
| Partito Socialista Italiano             | 183 516   | 13,79 | 4     |
| Partito Socialista Democratico Italiano | 60 285    | 4,53  | 1     |
| Partito Liberale Italiano               | 48 360    | 3,64  | 1     |
| Movimento Sociale Italiano              | 45 369    | 3,41  | 1     |
| Partito Nazionale Monarchico            | 34 164    | 2,57  | –     |
| Unione Socialista Indipendente          | 15 172    | 1,14  | –     |
| Unità Popolare                          | 8 461     | 0,64  | –     |
| Partito Repubblicano Italiano           | 4 526     | 0,34  | –     |
| Alleanza Democratica Nazionale          | 4 064     | 0,31  | –     |
| Partito Radical Socialista              | 1 642     | 0,12  | –     |
| Partito Federalista Italiano            | 866       | 0,07  | –     |
| Partito Esistenzialista Universale      | 716       | 0,05  | –     |
| Totale                                  | 1 330 377 | 100   | 28    |

### Circoscrizione Venezia-Treviso
| Liste                                   | Voti    | %     | Seggi |
| --------------------------------------- | ------- | ----- | ----- |
| Democrazia Cristiana                    | 376 720 | 50,30 | 10    |
| Partito Socialista Italiano             | 126 214 | 16,85 | 3     |
| Partito Comunista Italiano              | 110 454 | 14,75 | 2     |
| Partito Socialista Democratico Italiano | 47 559  | 6,35  | 1     |
| Movimento Sociale Italiano              | 28 936  | 3,86  | –     |
| Partito Nazionale Monarchico            | 19 247  | 2,57  | –     |
| Partito Liberale Italiano               | 16 129  | 2,15  | –     |
| Unità Popolare                          | 11 053  | 1,48  | –     |
| Partito Repubblicano Italiano           | 7 177   | 0,96  | –     |
| Alleanza Democratica Nazionale          | 3 784   | 0,51  | –     |
| Partito Radical Socialista              | 1 641   | 0,22  | –     |
| Totale                                  | 748 914 | 100   | 16    |

### Circoscrizione Udine-Belluno-Gorizia-Pordenone
| Liste                                   | Voti    | %     | Seggi |
| --------------------------------------- | ------- | ----- | ----- |
| Democrazia Cristiana                    | 336 071 | 50,77 | 9     |
| Partito Comunista Italiano              | 95 907  | 14,49 | 2     |
| Partito Socialista Italiano             | 84 269  | 12,73 | 2     |
| Partito Socialista Democratico Italiano | 56 475  | 8,53  | 1     |
| Movimento Sociale Italiano              | 38 999  | 5,89  | 1     |
| Partito Nazionale Monarchico            | 20 506  | 3,10  | –     |
| Unità Popolare                          | 13 518  | 2,04  | –     |
| Partito Liberale Italiano               | 9 800   | 1,48  | –     |
| Partito Repubblicano Italiano           | 4 073   | 0,62  | –     |
| Alleanza Democratica Nazionale          | 2 344   | 0,35  | –     |
| Totale                                  | 661 962 | 100   | 15    |

### Circoscrizione Bologna-Ferrara-Ravenna-Forlì
| Liste                                   | Voti      | %     | Seggi |
| --------------------------------------- | --------- | ----- | ----- |
| Partito Comunista Italiano              | 472 344   | 37,39 | 10    |
| Democrazia Cristiana                    | 342 680   | 27,12 | 7     |
| Partito Socialista Italiano             | 177 572   | 14,05 | 3     |
| Partito Socialista Democratico Italiano | 83 674    | 6,62  | 1     |
| Partito Repubblicano Italiano           | 77 955    | 6,17  | 1     |
| Movimento Sociale Italiano              | 38 594    | 3,05  | –     |
| Partito Liberale Italiano               | 24 807    | 1,96  | –     |
| Unione Socialista Indipendente          | 17 393    | 1,38  | –     |
| Unità Popolare                          | 13 074    | 1,03  | –     |
| Partito Nazionale Monarchico            | 8 888     | 0,70  | –     |
| Alleanza Democratica Nazionale          | 6 046     | 0,48  | –     |
| Partito Sardo d'Azione                  | 424       | 0,03  | –     |
| Totale                                  | 1 263 451 | 100   | 22    |

### Circoscrizione Parma-Modena-Piacenza-Reggio nell'Emilia
| Liste                                   | Voti    | %     | Seggi |
| --------------------------------------- | ------- | ----- | ----- |
| Partito Comunista Italiano              | 356 943 | 35,85 | 8     |
| Democrazia Cristiana                    | 345 272 | 34,67 | 7     |
| Partito Socialista Italiano             | 146 844 | 14,75 | 3     |
| Partito Socialista Democratico Italiano | 69 726  | 7,00  | 1     |
| Movimento Sociale Italiano              | 24 370  | 2,45  | –     |
| Partito Liberale Italiano               | 14 973  | 1,50  | –     |
| Partito Nazionale Monarchico            | 13 225  | 1,33  | –     |
| Unità Popolare                          | 8 283   | 0,83  | –     |
| Unione Socialista Indipendente          | 6 364   | 0,64  | –     |
| Alleanza Democratica Nazionale          | 5 215   | 0,52  | –     |
| Partito Repubblicano Italiano           | 4 547   | 0,46  | –     |
| Totale                                  | 995 762 | 100   | 19    |

### Circoscrizione Firenze-Pistoia
| Liste                                   | Voti    | %     | Seggi |
| --------------------------------------- | ------- | ----- | ----- |
| Partito Comunista Italiano              | 279 839 | 36,58 | 6     |
| Democrazia Cristiana                    | 266 652 | 34,86 | 5     |
| Partito Socialista Italiano             | 113 626 | 14,85 | 2     |
| Partito Socialista Democratico Italiano | 35 933  | 4,70  | –     |
| Movimento Sociale Italiano              | 29 721  | 3,89  | –     |
| Partito Liberale Italiano               | 15 128  | 1,98  | –     |
| Unità Popolare                          | 8 804   | 1,15  | –     |
| Partito Nazionale Monarchico            | 6 169   | 0,81  | –     |
| Partito Repubblicano Italiano           | 5 865   | 0,77  | –     |
| Alleanza Democratica Nazionale          | 2 103   | 0,27  | –     |
| Partito Nettista Italiano               | 1 102   | 0,14  | –     |
| Totale                                  | 764 942 | 100   | 13    |

### Circoscrizione Pisa-Livorno-Lucca-Massa Carrara
| Liste                                   | Voti    | %     | Seggi |
| --------------------------------------- | ------- | ----- | ----- |
| Democrazia Cristiana                    | 279 482 | 37,26 | 6     |
| Partito Comunista Italiano              | 226 340 | 30,18 | 5     |
| Partito Socialista Italiano             | 113 792 | 15,17 | 2     |
| Movimento Sociale Italiano              | 37 614  | 5,01  | –     |
| Partito Repubblicano Italiano           | 29 191  | 3,89  | –     |
| Partito Socialista Democratico Italiano | 24 513  | 3,27  | –     |
| Partito Nazionale Monarchico            | 16 562  | 2,21  | –     |
| Partito Liberale Italiano               | 9 496   | 1,27  | –     |
| Unione Socialista Indipendente          | 5 862   | 0,78  | –     |
| Unità Popolare                          | 5 396   | 0,72  | –     |
| Alleanza Democratica Nazionale          | 1 831   | 0,24  | –     |
| Totale                                  | 750 079 | 100   | 13    |

### Circoscrizione Siena-Arezzo-Grosseto
| Liste                                   | Voti    | %     | Seggi |
| --------------------------------------- | ------- | ----- | ----- |
| Partito Comunista Italiano              | 206 104 | 39,85 | 5     |
| Democrazia Cristiana                    | 150 820 | 29,16 | 3     |
| Partito Socialista Italiano             | 86 123  | 16,65 | 2     |
| Movimento Sociale Italiano              | 22 803  | 4,41  | –     |
| Partito Socialista Democratico Italiano | 17 186  | 3,32  | –     |
| Partito Repubblicano Italiano           | 14 652  | 2,83  | –     |
| Partito Liberale Italiano               | 9 755   | 1,89  | –     |
| Partito Nazionale Monarchico            | 5 049   | 0,98  | –     |
| Unità Popolare                          | 3 276   | 0,63  | –     |
| Alleanza Democratica Nazionale          | 1 400   | 0,27  | –     |
| Totale                                  | 517 168 | 100   | 10    |

### Circoscrizione Ancona-Pesaro-Macerata-Ascoli Piceno
| Liste                                   | Voti    | %     | Seggi |
| --------------------------------------- | ------- | ----- | ----- |
| Democrazia Cristiana                    | 336 415 | 41,58 | 8     |
| Partito Comunista Italiano              | 187 114 | 23,13 | 4     |
| Partito Socialista Italiano             | 133 391 | 16,49 | 3     |
| Partito Repubblicano Italiano           | 39 487  | 4,88  | –     |
| Movimento Sociale Italiano              | 37 307  | 4,61  | –     |
| Partito Socialista Democratico Italiano | 34 219  | 4,23  | –     |
| Partito Liberale Italiano               | 15 328  | 1,89  | –     |
| Unione Socialista Indipendente          | 9 857   | 1,22  | –     |
| Partito Nazionale Monarchico            | 8 057   | 1,00  | –     |
| Unità Popolare                          | 5 208   | 0,64  | –     |
| Alleanza Democratica Nazionale          | 2 705   | 0,33  | –     |
| Totale                                  | 809 088 | 100   | 15    |

### Circoscrizione Perugia-Terni-Rieti
| Liste                                   | Voti    | %     | Seggi |
| --------------------------------------- | ------- | ----- | ----- |
| Democrazia Cristiana                    | 186 368 | 32,03 | 4     |
| Partito Comunista Italiano              | 152 700 | 26,24 | 3     |
| Partito Socialista Italiano             | 129 398 | 22,24 | 3     |
| Movimento Sociale Italiano              | 44 810  | 7,70  | 1     |
| Partito Repubblicano Italiano           | 17 655  | 3,03  | –     |
| Partito Socialista Democratico Italiano | 13 988  | 2,40  | –     |
| Partito Nazionale Monarchico            | 12 587  | 2,16  | –     |
| Partito Liberale Italiano               | 11 788  | 2,03  | –     |
| Unione Socialista Indipendente          | 7 295   | 1,25  | –     |
| Centro Politico Italiano                | 2 002   | 0,34  | –     |
| Unità Popolare                          | 1 966   | 0,34  | –     |
| Alleanza Democratica Nazionale          | 1 334   | 0,23  | –     |
| Totale                                  | 581 891 | 100   | 11    |

### Circoscrizione Roma-Viterbo-Latina-Frosinone
| Liste                                           | Voti      | %     | Seggi |
| ----------------------------------------------- | --------- | ----- | ----- |
| Democrazia Cristiana                            | 671 437   | 36,90 | 15    |
| Partito Comunista Italiano                      | 425 123   | 23,36 | 10    |
| Movimento Sociale Italiano                      | 207 392   | 11,40 | 4     |
| Partito Socialista Italiano                     | 158 545   | 8,71  | 3     |
| Partito Nazionale Monarchico                    | 144 023   | 7,92  | 3     |
| Partito Socialista Democratico Italiano         | 58 427    | 3,21  | 1     |
| Partito Liberale Italiano                       | 57 278    | 3,15  | 1     |
| Partito Repubblicano Italiano                   | 49 487    | 2,72  | 1     |
| Unione Socialista Indipendente                  | 15 721    | 0,86  | –     |
| Unità Popolare                                  | 9 236     | 0,51  | –     |
| Alleanza Democratica Nazionale                  | 8 970     | 0,49  | –     |
| Centro Politico Italiano                        | 3 236     | 0,18  | –     |
| Partiti Nazionali Federati                      | 2 895     | 0,16  | –     |
| Unione Nazionale Democratica Impiegati Pubblici | 1 846     | 0,10  | –     |
| Movimento Femminile Italiano                    | 1 752     | 0,10  | –     |
| Partito Nettista Italiano                       | 1 706     | 0,09  | –     |
| Movimento Sociale Cristiano                     | 1 320     | 0,07  | –     |
| Partito Unitario Sociale Italiano               | 1 101     | 0,06  | –     |
| Totale                                          | 1 819 495 | 100   | 38    |

### Circoscrizione L'Aquila-Pescara-Chieti-Teramo
| Liste                                   | Voti    | %     | Seggi |
| --------------------------------------- | ------- | ----- | ----- |
| Democrazia Cristiana                    | 281 223 | 41,48 | 7     |
| Partito Comunista Italiano              | 149 158 | 22,00 | 4     |
| Partito Socialista Italiano             | 67 403  | 9,94  | 1     |
| Movimento Sociale Italiano              | 63 027  | 9,30  | 1     |
| Partito Nazionale Monarchico            | 52 600  | 7,76  | 1     |
| Partito Liberale Italiano               | 18 652  | 2,75  | –     |
| Partito Socialista Democratico Italiano | 18 564  | 2,74  | –     |
| Partito Repubblicano Italiano           | 17 150  | 2,53  | –     |
| Unione Socialista Indipendente          | 6 274   | 0,93  | –     |
| Alleanza Democratica Nazionale          | 3 927   | 0,58  | –     |
| Totale                                  | 677 978 | 100   | 14    |

### Circoscrizione Campobasso-Isernia
| Liste                          | Voti    | %     | Seggi |
| ------------------------------ | ------- | ----- | ----- |
| Democrazia Cristiana           | 94 202  | 46,02 | 3     |
| Partito Liberale Italiano      | 30 179  | 14,74 | 1     |
| Partito Comunista Italiano     | 28 206  | 13,78 | 1     |
| Partito Nazionale Monarchico   | 19 680  | 9,61  | –     |
| Movimento Sociale Italiano     | 14 694  | 7,18  | –     |
| Partito Socialista Italiano    | 10 729  | 5,24  | –     |
| Partito Repubblicano Italiano  | 3 613   | 1,76  | –     |
| Unione Socialista Indipendente | 2 405   | 1,17  | –     |
| Unità Popolare                 | 997     | 0,49  | –     |
| Totale                         | 204 705 | 100   | 5     |

### Circoscrizione Napoli-Caserta
| Liste                                     | Voti      | %     | Seggi |
| ----------------------------------------- | --------- | ----- | ----- |
| Democrazia Cristiana                      | 483 268   | 35,32 | 12    |
| Partito Nazionale Monarchico              | 293 581   | 21,46 | 7     |
| Partito Comunista Italiano                | 278 960   | 20,39 | 7     |
| Movimento Sociale Italiano                | 100 997   | 7,38  | 2     |
| Partito Socialista Italiano               | 98 290    | 7,18  | 2     |
| Partito Liberale Italiano                 | 43 710    | 3,19  | 1     |
| Partito Socialista Democratico Italiano   | 30 886    | 2,26  | –     |
| Unione Socialista Indipendente            | 9 482     | 0,69  | –     |
| Partito Repubblicano Italiano             | 8 980     | 0,66  | –     |
| Partito Monarchico Nazionalista d'Italia  | 8 089     | 0,59  | –     |
| Alleanza Democratica Nazionale            | 7 959     | 0,58  | –     |
| Centro Politico Italiano                  | 1 922     | 0,14  | –     |
| Movimento Nazionale Italiano              | 1 257     | 0,09  | –     |
| Movimento Garibaldino Partigiani d'Italia | 762       | 0,06  | –     |
| Totale                                    | 1 368 143 | 100   | 31    |

### Circoscrizione Benevento-Avellino-Salerno
| Liste                                           | Voti    | %     | Seggi |
| ----------------------------------------------- | ------- | ----- | ----- |
| Democrazia Cristiana                            | 310 181 | 37,46 | 8     |
| Partito Nazionale Monarchico                    | 183 917 | 22,21 | 5     |
| Partito Comunista Italiano                      | 145 847 | 17,61 | 4     |
| Partito Socialista Italiano                     | 50 616  | 6,11  | 1     |
| Movimento Sociale Italiano                      | 47 143  | 5,69  | 1     |
| Partito Liberale Italiano                       | 36 771  | 4,44  | 1     |
| Partito Socialista Democratico Italiano         | 29 143  | 3,52  | –     |
| Partito Repubblicano Italiano                   | 10 049  | 1,21  | –     |
| Unione Socialista Indipendente                  | 8 943   | 1,08  | –     |
| Alleanza Democratica Nazionale                  | 4 434   | 0,54  | –     |
| Unione Nazionale Democratica Impiegati Pubblici | 982     | 0,12  | –     |
| Totale                                          | 828 026 | 100   | 20    |

### Circoscrizione Bari-Foggia
| Liste                                           | Voti    | %     | Seggi |
| ----------------------------------------------- | ------- | ----- | ----- |
| Democrazia Cristiana                            | 347 583 | 37,23 | 9     |
| Partito Comunista Italiano                      | 244 992 | 26,24 | 6     |
| Partito Nazionale Monarchico                    | 152 051 | 16,28 | 4     |
| Partito Socialista Italiano                     | 90 033  | 9,64  | 2     |
| Movimento Sociale Italiano                      | 48 840  | 5,23  | 1     |
| Partito Liberale Italiano                       | 16 294  | 1,75  | –     |
| Partito Socialista Democratico Italiano         | 12 989  | 1,39  | –     |
| Unione Socialista Indipendente                  | 10 263  | 1,10  | –     |
| Partito Repubblicano Italiano                   | 6 727   | 0,72  | –     |
| Partito Cristiano Militante                     | 1 473   | 0,16  | –     |
| Alleanza Democratica Nazionale                  | 1 279   | 0,14  | –     |
| Unione Nazionale Democratica Impiegati Pubblici | 621     | 0,07  | –     |
| Partito di Unione Nazionale                     | 563     | 0,06  | –     |
| Totale                                          | 933 708 | 100   | 22    |

### Circoscrizione Lecce-Brindisi-Taranto
| Liste                                   | Voti    | %     | Seggi |
| --------------------------------------- | ------- | ----- | ----- |
| Democrazia Cristiana                    | 278 569 | 40,14 | 8     |
| Partito Comunista Italiano              | 140 999 | 20,32 | 4     |
| Partito Nazionale Monarchico            | 99 994  | 14,41 | 2     |
| Movimento Sociale Italiano              | 63 807  | 9,19  | 1     |
| Partito Socialista Italiano             | 56 814  | 8,19  | 1     |
| Partito Liberale Italiano               | 24 113  | 3,47  | –     |
| Partito Socialista Democratico Italiano | 10 646  | 1,53  | –     |
| Lista Monarchica                        | 6 759   | 0,97  | –     |
| Partito Repubblicano Italiano           | 5 275   | 0,76  | –     |
| Unione Socialista Indipendente          | 5 022   | 0,72  | –     |
| Alleanza Democratica Nazionale          | 2 012   | 0,29  | –     |
| Totale                                  | 694 010 | 100   | 16    |

### Circoscrizione Potenza-Matera
| Liste                                   | Voti    | %     | Seggi |
| --------------------------------------- | ------- | ----- | ----- |
| Democrazia Cristiana                    | 127 198 | 41,33 | 4     |
| Partito Comunista Italiano              | 79 827  | 25,94 | 2     |
| Partito Nazionale Monarchico            | 31 889  | 10,36 | 1     |
| Movimento Sociale Italiano              | 21 367  | 6,94  | –     |
| Partito Socialista Italiano             | 20 901  | 6,79  | –     |
| Partito Socialista Democratico Italiano | 11 639  | 3,78  | –     |
| Partito Liberale Italiano               | 7 425   | 2,41  | –     |
| Unione Socialista Indipendente          | 3 766   | 1,22  | –     |
| Partito Repubblicano Italiano           | 2 395   | 0,78  | –     |
| Alleanza Democratica Nazionale          | 859     | 0,28  | –     |
| Indipendente                            | 530     | 0,17  | –     |
| Totale                                  | 307 796 | 100   | 7     |

### Circoscrizione Catanzaro-Cosenza-Reggio Calabria
| Liste                                   | Voti    | %     | Seggi |
| --------------------------------------- | ------- | ----- | ----- |
| Democrazia Cristiana                    | 377 653 | 40,60 | 11    |
| Partito Comunista Italiano              | 193 993 | 20,86 | 6     |
| Partito Socialista Italiano             | 104 044 | 11,19 | 3     |
| Partito Nazionale Monarchico            | 82 063  | 8,82  | 2     |
| Movimento Sociale Italiano              | 71 551  | 7,69  | 2     |
| Partito Liberale Italiano               | 32 493  | 3,49  | 1     |
| Partito Socialista Democratico Italiano | 24 841  | 2,67  | –     |
| Partito Repubblicano Italiano           | 19 930  | 2,14  | –     |
| Unione Socialista Indipendente          | 13 048  | 1,40  | –     |
| Alleanza Democratica Nazionale          | 7 128   | 0,77  | –     |
| Centro Politico Italiano                | 3 331   | 0,36  | –     |
| Totale                                  | 930 075 | 100   | 25    |

### Circoscrizione Catania-Messina-Siracusa-Ragusa-Enna
| Liste                                           | Voti      | %     | Seggi |
| ----------------------------------------------- | --------- | ----- | ----- |
| Democrazia Cristiana                            | 415 989   | 35,43 | 10    |
| Partito Comunista Italiano                      | 249 399   | 21,24 | 6     |
| Partito Nazionale Monarchico                    | 147 633   | 12,57 | 3     |
| Movimento Sociale Italiano                      | 135 756   | 11,56 | 3     |
| Partito Socialista Italiano                     | 77 861    | 6,63  | 2     |
| Partito Liberale Italiano                       | 72 705    | 6,19  | 1     |
| Partito Socialista Democratico Italiano         | 37 047    | 3,16  | –     |
| Partito Repubblicano Italiano                   | 15 690    | 1,34  | –     |
| Unione Socialista Indipendente                  | 12 454    | 1,06  | –     |
| Alleanza Democratica Nazionale                  | 4 121     | 0,35  | –     |
| Centro Politico Italiano                        | 4 002     | 0,34  | –     |
| Unione Nazionale Democratica Impiegati Pubblici | 1 515     | 0,13  | –     |
| Totale                                          | 1 174 172 | 100   | 25    |

### Circoscrizione Palermo-Trapani-Agrigento-Caltanissetta
| Liste                                   | Voti      | %     | Seggi |
| --------------------------------------- | --------- | ----- | ----- |
| Democrazia Cristiana                    | 415 656   | 37,53 | 11    |
| Partito Comunista Italiano              | 248 095   | 22,40 | 6     |
| Movimento Sociale Italiano              | 132 012   | 11,92 | 3     |
| Partito Nazionale Monarchico            | 116 354   | 10,51 | 3     |
| Partito Socialista Italiano             | 92 185    | 8,32  | 2     |
| Partito Liberale Italiano               | 33 119    | 2,99  | –     |
| Partito Repubblicano Italiano           | 21 992    | 1,99  | –     |
| Partito Socialista Democratico Italiano | 18 910    | 1,71  | –     |
| Alleanza Democratica Nazionale          | 15 566    | 1,41  | –     |
| Unione Socialista Indipendente          | 13 694    | 1,24  | –     |
| Totale                                  | 1 107 583 | 100   | 25    |

### Circoscrizione Cagliari-Sassari-Nuoro-Oristano
| Liste                                   | Voti    | %     | Seggi |
| --------------------------------------- | ------- | ----- | ----- |
| Democrazia Cristiana                    | 269 933 | 41,73 | 7     |
| Partito Comunista Italiano              | 137 297 | 21,23 | 4     |
| Partito Nazionale Monarchico            | 65 271  | 10,09 | 1     |
| Partito Socialista Italiano             | 58 552  | 9,05  | 1     |
| Movimento Sociale Italiano              | 53 211  | 8,23  | 1     |
| Partito Sardo d'Azione                  | 24 990  | 3,86  | –     |
| Partito Liberale Italiano               | 17 902  | 2,77  | –     |
| Partito Socialista Democratico Italiano | 14 826  | 2,29  | –     |
| Partito Repubblicano Italiano           | 2 943   | 0,45  | –     |
| Alleanza Democratica Nazionale          | 1 920   | 0,30  | –     |
| Totale                                  | 646 845 | 100   | 14    |

### Circoscrizione Valle d'Aosta
| Liste                      | Voti   | %     | Seggi |
| -------------------------- | ------ | ----- | ----- |
| Democrazia Cristiana       | 27 607 | 53,29 | 1     |
| Indipendente di Sinistra   | 21 920 | 42,32 | –     |
| Movimento Sociale Italiano | 2 274  | 4,39  | –     |
| Totale                     | 51 801 | 100   | 1     |